# Roue de Barlow
 (septembre 2012).
Si vous disposez d'ouvrages ou d'articles de référence ou si vous connaissez des sites web de qualité traitant du thème abordé ici, merci de compléter l'article en donnant les références utiles à sa vérifiabilité et en les liant à la section « Notes et références ».

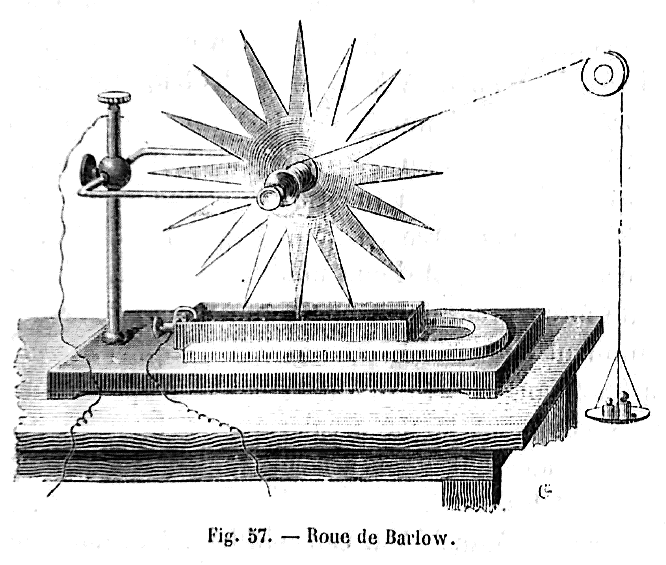
La roue de Barlow

La roue de Barlow est une des toutes premières machine électrique de démonstration, imaginée et mise en œuvre par le mathématicien et physicien anglais Peter Barlow en 1822. Un courant électrique et un aimant s'avèrent capables de produire une force qui met en mouvement une roue, et donc démontrent la possibilité d'un moteur électrique. Son intérêt n'est qu'historique, compte tenu de son manque de puissance. L'électrotechnique a par la suite analysé ce dispositif comme un moteur homopolaire. 

## Description
Cet appareil très simple ne comporte que peu d'éléments : un disque conducteur mobile autour d'un axe horizontal, un aimant en forme de fer à cheval avec ses pôles de part et d'autre du disque, et une une pile électrique avec des fils et des contacts qui relient un pôle de la pile électrique à l'axe du disque, et l'autre à la périphérie, de sorte qu'un courant électrique circule le long d'un rayon du disque en étant soumis au champ magnétique produit par l'aimant. On observe alors la mise en rotation du disque, le sens de la rotation s'inversant lorsqu'on inverse le sens du courant ou lorsqu'on échange la place les deux pôles de l'aimant.
Pour son appareil Barlow utilise un disque (ou, comme sur la figure ci-contre, d'une roue dentée) en cuivre, et pour faire le contact électrique une petite cuvette contenant du mercure, mais ces détails ne sont pas essentiels : tout moyen permettant de faire circuler un courant suivant un rayon entre l'axe et la périphérie du disque peut être utilisé.
Sur la figure on voit également, à droite, un plateau portant des masses soutenu par un fil qui passe par une poulie et s'enroule autour de l'axe. Cette partie du dispositif n'est pas essentielle mais sert à quantifier la force de la roue. 

### Fonctionnement
Il s'agit d'un dispositif permettant la mise en évidence des mouvements de rotation continus créés par les forces électromagnétiques. 
La force électromagnétique qui s'exerce sur la partie du disque parcourue par le courant se trouve dans le plan même du disque, sur un rayon perpendiculaire à la ligne magnétique de l'aimant et perpendiculaire au rayon du disque parcouru par le courant : elle entraine donc le disque vers l'extérieur (sur le schéma ci-contre, vers la droite ou vers la gauche selon le sens du courant et la position des pôles nord et sud de l'aimant), tendant ainsi à le faire tourner. Ensuite, un autre rayon du disque succède aussitôt au précédent et le mouvement de rotation devient continu.
Cet appareil constitue un moteur électrique élémentaire fondé sur les actions électrodynamiques du courant.
Peter Barlow a démontré, d'après les théories de Faraday, que les forces qu'exercent les champs magnétiques sur les courants peuvent amener la rotation continue des conducteurs. L'expression de la force de Laplace qui s'applique dans la roue de Barlow est {\displaystyle {F}={B}.{I}.{l}}, où B est la valeur du champ magnétique (mesurée en Tesla), I celle du courant (en Ampère), et l la longueur de la tige, exposée. Mais comme B est faible avec les aimants dont disposait Barlow (de l'ordre de 0,01 Tesla au mieux), et que cela ne peut pas être compensé par un ampérage ou des longueurs importantes, la force est une fraction de Newton, c'est-à-dire pratiquement inutilisable. Cependant cela reste la base du fonctionnement des moteurs électriques utilisables, dans lesquels le problème est résolu en multipliant le nombre de segment soumis au champ magnétique par enroulement d'un fil en bobinages.

### Utilisation pédagogique
La roue de Barlow n'ayant pas d'usage pratique, elle est ensuite devenue un dispositif pédagogique, permettant de démontrer le principe des moteurs électriques. 
Aujourd'hui, elle n'est plus utilisée dans les établissements scolaires à cause de la dangerosité du mercure et de ses vapeurs. En effet, la rotation de la roue dans la cuvette peut provoquer des éclaboussures sur les personnes manipulant le dispositif.